# Premiership 2016-2017 (Irlanda del Nord)
La NIFL Premiership 2016-2017, nota anche come Danske Bank Premiership per motivi di sponsorizzazione, è stata la 116ª edizione della massima serie del campionato nordirlandese di calcio, la quarta dopo il cambio di denominazione. La stagione è iniziata il 6 agosto 2016 e si è conclusa il 12 maggio 2017. Il Linfield ha vinto il campionato per la cinquantaduesima volta nella sua storia.

## Stagione

### Novità
Dalla Premiership 2015-2016 è stato retrocesso il Warrenpoint Town, mentre dalla Championship è stato promosso l'Ards.

### Formula
Le 12 squadre partecipanti si affrontano in un triplo girone di andata-ritorno-andata, per un totale di 33 giornate. Al termine, le squadre sono divise in due gruppi di 6, in base alla classifica; ogni squadra affronta poi per la quarta volta le altre formazioni del proprio gruppo. La squadra campione dell'Irlanda del Nord è ammessa al primo turno di qualificazione della UEFA Champions League 2017-2018. La seconda classificata è ammessa al primo turno di qualificazione della UEFA Europa League 2017-2018. Al termine delle 38 giornate di campionato le squadre classificatesi dal terzo al sesto posto partecipano a dei play-off per un posto al primo turno di qualificazione della UEFA Europa League 2017-2018. Se una delle squadre si è qualificata alla Europa League attraverso la Irish Cup, ai play-off partecipano le restanti quattro squadre. L'undicesima classificata affronta in uno spareggio promozione-retrocessione la seconda classificata della NIFL Championship, mentre l'ultima classificata retrocede direttamente in Championship.

### Avvenimenti
Il Portadown ha iniziato il campionato con 12 punti di penalizzazione su decisione della IFA per aver pagato illegalmente il calciatore Peter McMahon come professionista quando, invece, era stato tesserato come dilettante.
Il 3 novembre 2016 è stata data partita persa per 0-3 a tavolino al Portadown per aver schierato un calciatore squalificato nella partita contro l'Ards. Il 6 gennaio 2017 è stata data partita persa per 0-3 a tavolino al Glenavon per aver schierato un calciatore squalificato nella partita contro il Portadown.

## Squadre partecipanti
| Club               | Città          | Stadio                | Posizione 2015-2016            |
| ------------------ | -------------- | --------------------- | ------------------------------ |
| Ards               | Newtownards    | Clandeboye Park       | 1º posto in Championship       |
| Ballinamallard Utd | Ballinamallard | Ferney Park           | 11º posto in Premiership       |
| Ballymena Utd      | Ballymena      | Ballymena Showgrounds | 8º posto in Premiership        |
| Carrick Rangers    | Carrickfergus  | Taylors Avenue        | 10º posto in Premiership       |
| Cliftonville       | Belfast        | Solitude              | 4º posto in Premiership        |
| Coleraine          | Coleraine      | Coleraine Showgrounds | 5º posto in Premiership        |
| Crusaders          | Belfast        | Seaview               | Campione dell'Irlanda del Nord |
| Dungannon Swifts   | Dungannon      | Stangmore Park        | 7º posto in Premiership        |
| Glenavon           | Lurgan         | Mourneview Park       | 3º posto in Premiership        |
| Glentoran          | Belfast        | The Oval              | 6º posto in Premiership        |
| Linfield           | Belfast        | Windsor Park          | 2º posto in Premiership        |
| Portadown          | Portadown      | Shamrock Park         | 9º posto in Premiership        |

## Prima Fase

### Classifica finale
|  | Pos. | Squadra            | Pt | G  | V  | N  | P  | GF | GS | DR  |
|  | ---- | ------------------ | -- | -- | -- | -- | -- | -- | -- | --- |
|  | 1.   | Crusaders          | 78 | 33 | 24 | 6  | 3  | 71 | 27 | +44 |
|  | 2.   | Linfield           | 74 | 33 | 22 | 8  | 3  | 73 | 22 | +51 |
|  | 3.   | Coleraine          | 60 | 33 | 17 | 9  | 7  | 49 | 32 | +17 |
|  | 4.   | Cliftonville       | 58 | 33 | 17 | 7  | 9  | 50 | 35 | +15 |
|  | 5.   | Ballymena Utd      | 52 | 33 | 16 | 4  | 13 | 67 | 66 | +1  |
|  | 6.   | Glenavon           | 45 | 33 | 11 | 12 | 10 | 47 | 44 | +3  |
|  | 7.   | Dungannon Swifts   | 40 | 33 | 10 | 10 | 13 | 54 | 53 | +1  |
|  | 8.   | Glentoran          | 39 | 33 | 10 | 9  | 14 | 38 | 46 | -8  |
|  | 9.   | Ards               | 36 | 33 | 10 | 6  | 17 | 48 | 62 | -14 |
|  | 10.  | Ballinamallard Utd | 29 | 33 | 8  | 5  | 20 | 35 | 63 | -28 |
|  | 11.  | Carrick Rangers    | 21 | 33 | 5  | 6  | 22 | 26 | 65 | -39 |
|  | 12.  | Portadown (-12)    | 7  | 33 | 5  | 4  | 24 | 23 | 66 | -43 |

Legenda:
      Ammesse alla poule scudetto
      Ammesse alla poule retrocessione
Note:
Tre punti a vittoria, uno a pareggio, zero a sconfitta.
Il Portadown ha scontato 12 punti di penalizzazione.

### Risultati

#### Partite (1-22)
|                    | Ard  | Bmd  | Bal  | Car  | Cli  | Col  | Cru  | Dun  | Gln  | Glt  | Lin  | Por  |
| ------------------ | ---- | ---- | ---- | ---- | ---- | ---- | ---- | ---- | ---- | ---- | ---- | ---- |
| Ards               | –––– | 3-3  | 2-4  | 3-1  | 2-2  | 1-2  | 0-1  | 3-3  | 0-1  | 2-0  | 0-2  | 1-0  |
| Ballinamallard Utd | 2-1  | –––– | 0-1  | 1-3  | 1-2  | 0-3  | 0-1  | 2-0  | 1-1  | 2-1  | 1-2  | 1-2  |
| Ballymena Utd      | 3-4  | 4-0  | –––– | 2-0  | 3-2  | 2-0  | 2-1  | 1-4  | 3-3  | 4-1  | 1-4  | 2-0  |
| Carrick Rangers    | 1-1  | 3-3  | 1-4  | –––– | 0-3  | 2-0  | 1-4  | 0-3  | 0-0  | 1-2  | 0-2  | 1-1  |
| Cliftonville       | 2-0  | 1-0  | 2-0  | 1-0  | –––– | 1-0  | 0-4  | 1-2  | 3-0  | 2-0  | 2-1  | 1-0  |
| Coleraine          | 1-1  | 3-1  | 2-2  | 2-0  | 0-1  | –––– | 1-1  | 2-2  | 2-2  | 4-1  | 1-1  | 3-0  |
| Crusaders          | 1-0  | 5-1  | 6-0  | 3-1  | 4-3  | 1-0  | –––– | 3-1  | 3-1  | 2-2  | 0-0  | 2-1  |
| Dungannon Swifts   | 1-2  | 3-2  | 2-2  | 3-1  | 1-1  | 4-0  | 0-1  | –––– | 1-1  | 0-1  | 0-4  | 6-0  |
| Glenavon           | 1-0  | 0-1  | 5-0  | 4-0  | 3-2  | 1-0  | 3-3  | 0-1  | –––– | 1-1  | 2-2  | 1-0  |
| Glentoran          | 1-0  | 1-1  | 2-3  | 0-1  | 2-1  | 0-1  | 1-3  | 1-0  | 2-2  | –––– | 1-2  | 0-0  |
| Linfield           | 4-0  | 4-0  | 2-1  | 3-0  | 1-2  | 1-1  | 0-0  | 1-1  | 4-0  | 1-1  | –––– | 4-1  |
| Portadown          | 0-3  | 2-1  | 0-2  | 4-0  | 0-3  | 0-1  | 0-1  | 2-0  | 3-0  | 0-1  | 0-5  | –––– |

#### Partite (23-33)
|                    | Ard  | Bmd  | Bal  | Car  | Cli  | Col  | Cru  | Dun  | Gln  | Glt  | Lin  | Por  |
| ------------------ | ---- | ---- | ---- | ---- | ---- | ---- | ---- | ---- | ---- | ---- | ---- | ---- |
| Ards               | –––– | 2-0  | 4-2  | 0-4  |      |      | 2-4  |      | 1-0  | 1-3  |      |      |
| Ballinamallard Utd |      | –––– | 1-2  |      | 1-0  | 1-2  |      |      |      |      | 1-2  | 1-0  |
| Ballymena Utd      |      |      | –––– | 3-1  |      | 1-1  |      | 3-2  | 3-4  | 2-4  |      | 3-0  |
| Carrick Rangers    |      | 1-2  |      | –––– |      |      |      | 0-1  | 0-0  |      | 0-2  | 3-2  |
| Cliftonville       | 2-1  |      | 2-1  | 0-0  | –––– | 0-0  |      |      |      | 1-1  |      | 3-0  |
| Coleraine          | 3-1  |      |      | 2-0  |      | –––– | 1-0  | 2-1  |      | 2-0  |      | 4-2  |
| Crusaders          |      | 3-1  | 2-1  | 3-0  | 1-0  |      | –––– |      |      |      | 1-2  |      |
| Dungannon Swifts   | 3-3  | 2-2  |      |      | 2-2  |      | 1-2  | –––– |      |      | 1-4  |      |
| Glenavon           |      | 3-0  |      |      | 2-2  | 1-2  | 0-1  | 2-0  | –––– |      | 1-2  |      |
| Glentoran          |      | 0-1  |      | 1-0  |      |      | 0-3  | 2-2  | 0-0  | –––– | 0-1  |      |
| Linfield           | 5-1  |      | 2-0  |      | 2-0  | 0-1  |      |      |      |      | –––– | 1-1  |
| Portadown          | 0-3  |      |      |      |      |      | 1-1  | 0-1  | 1-2  | 0-5  |      | –––– |

## Poule scudetto
Le squadre mantengono i punti conquistati nella stagione regolare.

### Classifica finale
|  | Pos. | Squadra       | Pt | G  | V  | N  | P  | GF | GS | DR  |
|  | ---- | ------------- | -- | -- | -- | -- | -- | -- | -- | --- |
|  | 1.   | Linfield      | 89 | 38 | 27 | 8  | 3  | 87 | 24 | +63 |
|  | 2.   | Crusaders     | 87 | 38 | 27 | 6  | 5  | 83 | 36 | +47 |
|  | 3.   | Coleraine     | 65 | 38 | 18 | 11 | 9  | 56 | 42 | +14 |
|  | 4.   | Ballymena Utd | 59 | 38 | 18 | 5  | 15 | 75 | 73 | +2  |
|  | 5.   | Cliftonville  | 58 | 38 | 17 | 7  | 14 | 55 | 50 | +5  |
|  | 6.   | Glenavon      | 52 | 38 | 13 | 13 | 12 | 55 | 55 | 0   |

Legenda:
      Campione dell'Irlanda del Nord e ammessa alla UEFA Champions League 2017-2018
      Ammesse alla UEFA Europa League 2017-2018
 Ammesse ai play-off per la UEFA Europa League 2017-2018
Note:
Tre punti a vittoria, uno a pareggio, zero a sconfitta.

### Risultati
|                  | Bal  | Cli  | Col  | Cru  | Gln  | Lin  |
| ---------------- | ---- | ---- | ---- | ---- | ---- | ---- |
| Ballymena United | –––– | 4-1  |      | 3-0  |      | 0-2  |
| Cliftonville     |      | –––– |      | 2-3  | 1-3  | 1-3  |
| Coleraine        | 1-1  | 2-0  | –––– |      | 1-1  | 1-5  |
| Crusaders        |      |      | 3-2  | –––– | 6-1  |      |
| Glenavon         | 3-0  |      |      |      | –––– |      |
| Linfield         |      |      |      | 1-0  | 3-0  | –––– |

## Poule retrocessione

### Classifica finale
|  | Pos. | Squadra            | Pt | G  | V  | N  | P  | GF | GS | DR  |
|  | ---- | ------------------ | -- | -- | -- | -- | -- | -- | -- | --- |
|  | 7.   | Dungannon Swifts   | 52 | 38 | 14 | 10 | 14 | 67 | 59 | +8  |
|  | 8.   | Ards               | 47 | 38 | 13 | 8  | 17 | 61 | 70 | -9  |
|  | 9.   | Glentoran          | 46 | 38 | 12 | 10 | 14 | 45 | 53 | -8  |
|  | 10.  | Ballinamallard Utd | 35 | 38 | 10 | 5  | 23 | 45 | 72 | -27 |
|  | 11.  | Carrick Rangers    | 22 | 38 | 5  | 7  | 26 | 31 | 79 | -48 |
|  | 12.  | Portadown (-12)    | 13 | 38 | 7  | 4  | 27 | 28 | 75 | -47 |

Legenda:
 Ammessa ai play-off per la UEFA Europa League 2017-2018
 Ammessa allo spareggio promozione/retrocessione
      Retrocessa in NIFL Championship 2017-2018
Note:
Tre punti a vittoria, uno a pareggio, zero a sconfitta.
Il Portadown ha scontato 12 punti di penalizzazione.

### Risultati
|                    | Ard  | Bmd  | Car  | Dun  | Glt  | Por  |
| ------------------ | ---- | ---- | ---- | ---- | ---- | ---- |
| Ards               | –––– |      |      | 4-1  |      | 3-2  |
| Ballinamallard Utd | 2-3  | –––– | 4-1  | 1-4  | 3-0  |      |
| Carrick Rangers    | 2-2  |      | –––– |      | 1-2  |      |
| Dungannon Swifts   |      |      | 4-0  | –––– | 2-1  | 2-0  |
| Glentoran          | 1-1  |      |      | 1-2  | –––– | 3-0  |
| Portadown          |      | 1-0  | 2-1  |      |      | –––– |

## Spareggi

### Spareggi per l'Europa League

#### Semifinali
|               | Risultati |                  | Luogo e data             |
| ------------- | --------- | ---------------- | ------------------------ |
| Ballymena Utd | 5 - 2     | Dungannon Swifts | Ballymena, 8 maggio 2017 |
| Cliftonville  | 3 - 5     | Glenavon         | Belfast, 8 maggio 2017   |
|               |           |                  |                          |

#### Finale
|               | Risultati |          | Luogo e data              |
| ------------- | --------- | -------- | ------------------------- |
| Ballymena Utd | 2 - 1     | Glenavon | Ballymena, 12 maggio 2017 |
|               |           |          |                           |

### Spareggio promozione/retrocessione
L'undicesima classificata in Premiership (Carrick Rangers) ha sfidato la vincitrice dei play-off della NIFL Championship (Institute) per un posto in Premiership.
|                 | Risultati |                 | Luogo e data                  |
| --------------- | --------- | --------------- | ----------------------------- |
| Institute       | 1 - 1     | Carrick Rangers | Drumahoe, 9 maggio 2017       |
| Carrick Rangers | 4 - 1     | Institute       | Carrickfergus, 12 maggio 2017 |
|                 |           |                 |                               |

## Statistiche

### Classifica marcatori
Fonte: Sito FIFA Archiviato il 10 ottobre 2016 in Internet Archive.
| Gol |  |  | Giocatore         | Squadra          |
| --- |  |  | ----------------- | ---------------- |
| 25  |  |  | Andrew Mitchell   | Dungannon Swifts |
| 21  |  |  | Paul Heatley      | Crusaders        |
| 20  |  |  | Jordan Owens      | Crusaders        |
| 20  |  |  | Andrew Waterworth | Linfield         |
| 16  |  |  | Curtis Allen      | Glentoran        |
| 16  |  |  | Cathair Friel     | Ballymena Utd    |
| 15  |  |  | Jamie McGonigle   | Coleraine        |